# The High End of Low
The High End of Low ist das siebte Studioalbum der US-amerikanischen Rock-Band Marilyn Manson. Es erschien am 20. Mai 2009.

## Geschichte
Das Album wurde 2008 in den Hollywood Hills aufgenommen. Es wurde von Sean Beavan koproduziert, der schon die Alben Antichrist Superstar, Mechanical Animals und Eat Me, Drink Me mixte. Außerdem waren  Brian Warner und Chris Vrenna als Co-Produzenten beteiligt. Ende März 2009 wurden die ersten Stücke vorgestellt. Die erste Single Arma Goddamn Motherf*ckin' Geddon erschien am 14. Mai 2009. Das Album ist das erste seit Holy Wood (In The Shadow of the Valley of Death) Album mit Bassist Twiggy Ramirez.

## Kritiken
Die BBC schrieb, das Album biete einen gezielten satirischen Kommentar auf das "ungezogene Amerika": "Best of all is We're From America, where Manson fully lives up to his occasionally over-hyped reputation as an intelligently scabrous lyricist."

## Titelliste
Texte: Marilyn Manson; Musik: Marilyn Manson, Twiggy Ramirez, Chris Vrenna.
1. Devour – 3:46
2. Pretty as a Swastika – 2:45
3. Leave a Scar – 3:55
4. Four Rusted Horses – 5:00
5. Arma-Goddamn-Motherfuckin-Geddon – 3:39
6. Blank and White – 4:27
7. Running to the Edge of the World – 6:26
8. I Want to Kill You Like They Do in the Movies – 9:02
9. WOW – 4:55
10. Wight Spider – 5:33
11. Unkillable Monster – 3:44
12. We're from America – 5:04
13. I Have to Look Up Just to See Hell – 4:12
14. Into the Fire – 5:15
15. 15 – 4:21
16. Bonustrack: Arma-Goddamn-Motherfuckin-Geddon Teddybear remix – 3:31

Bonus-Tracks der Deluxe Edition:
1. Arma-Goddamn-Motherfuckin-Geddon (The Teddybears Remix) – 3:30
2. Leave a Scar (Alternate Version) – 4:02
3. Running to the Edge of the World (Alternate Version) – 6:08
4. Wight Spider (Alternate Version) – 5:28
5. Four Rusted Horses (Opening Titles Version) – 5:02
6. I Have to Look Up Just to See Hell (Alternate Version) – 4:08
7. Into the Fire (Alternate Version) – 4:34 (nur auf der japanischen Deluxe-Version enthalten)